# Cu Marincea e ceva
Cu Marincea e ceva este un film românesc din 1954 regizat de Gheorghe Turcu. Rolurile principale au fost interpretate de actorii Marcel Anghelescu, Virginica Popescu, Didi Ionescu-Felea.

## Distribuție
Distribuția filmului este alcătuită din:
- Ion Gheorghiu — inspectorul șef Nămoloiu
- Paula Elian — soția lui Nămoloiu
- Arcadie Donos
- Mircea Constantinescu (1)
- Neofita Pătrașcu
- Gheorghe Gîmă
- Virginica Popescu — Natalița Busuioc
- Marcel Anghelescu — Marinică Busuioc
- Didi Ionescu-Felea — dactilografa Trifan
- Elena Sereda
- Mircea Constantinescu[2]